# Câu lạc bộ bóng đá Vĩnh Long
Câu lạc bộ bóng đá Vĩnh Long  là một câu lạc bộ bóng đá Việt Nam có trụ sở ở thành phố Vĩnh Long, tỉnh Vĩnh Long.

## Lịch sử
Đội bóng đá Vĩnh Long là đội bóng bán chuyên nghiệp (V-League) trực thuộc sở VHTTDL tỉnh Vĩnh Long. Đội đã từng tham dự giải VĐQG 1995, 1997, 1999-2000.

## Đội hình hiện tại
Tính đến đầu mùa giải Hạng nhì 2013 và Hạng ba 2017
Ghi chú: Quốc kỳ chỉ đội tuyển quốc gia được xác định rõ trong điều lệ tư cách FIFA. Các cầu thủ có thể giữ hơn một quốc tịch ngoài FIFA.
| Số | VT | Quốc gia | Cầu thủ            |
| -- | -- | -------- | ------------------ |
| 1  | TM | Việt Nam | Huỳnh Văn Huyền    |
| 2  | HV | Việt Nam | Nguyễn Hoàng Minh  |
| 3  | HV | Việt Nam | Nguyễn Hoài An     |
| 4  | HV | Việt Nam | Trần Thành Minh    |
| 5  | HV | Việt Nam | Võ Hoài Lâm        |
| 7  | TĐ | Việt Nam | Nguyễn Thanh Phong |
| 8  | HV | Việt Nam | Trần Đình Trường   |
| 9  | TV | Việt Nam | Hồ Chí Hơn         |
| 10 | TĐ | Việt Nam | Nguyễn Minh Hoàng  |
| 11 | TĐ | Việt Nam | Nguyễn Hoài Phong  |
| 12 | TV | Việt Nam | Nguyễn Thanh Tùng  |

| Số | VT | Quốc gia | Cầu thủ               |
| -- | -- | -------- | --------------------- |
| 13 | TV | Việt Nam | Nguyễn Thanh Thảo     |
| 14 | HV | Việt Nam | Lữ Hiền Như           |
| 15 | TĐ | Việt Nam | Lê Quốc Văn           |
| 16 | HV | Việt Nam | Nguyễn Xuân Bách      |
| 17 | TV | Việt Nam | Nguyễn Thành Được     |
| 18 | HV | Việt Nam | Lê Phương Duy         |
| 19 | TV | Việt Nam | Kỳ Quốc Bảo           |
| 20 | TV | Việt Nam | Nguyễn Ngô Như Ngà    |
| 21 | HV | Việt Nam | Nguyễn Nhật Tân       |
| 25 | TM | Việt Nam | Lê Hiếu Nhơn          |
| 26 | HV | Việt Nam | Nguyễn Ngọc Tú        |
| 17 | TĐ | Việt Nam | Đặng Ngọc Châu Phương |

## Trang phục và nhà tài trợ
| Năm   | Trang phục | Nhà tài trợ in lên áo 1 | Nhà tài trợ in lên áo 2 |
| ----- | ---------- | ----------------------- | ----------------------- |
| 2021– | Kelme      | Không có                | Không có                |

## Cầu thủ tiêu biểu
- Nguyễn Thanh Sơn (1993- 2000)
- Nguyễn Vũ Phong (2002-2005)
- Lê Văn Hưng (2008-2011)
- Trần Đình Trường (2013-2018)

## Các huấn luyện viên trong lịch sử
| Các huấn luyện viên trưởng của Vĩnh Long \| - 1999-2000: Tề Sùng Lập - 2000: Lương Trung Dân - 13/1/2012-10/2013: Han Young Kuk - 2013-2014: Lưu Quốc Tân - 2015-2016: Nguyễn Ngô Huy Phúc - 2016-2019: Nguyễn Minh Cảnh - 2020: Phạm Công Lộc - 2021-nay: Nguyễn Minh Cảnh \| |
| - 1999-2000: Tề Sùng Lập - 2000: Lương Trung Dân - 13/1/2012-10/2013: Han Young Kuk - 2013-2014: Lưu Quốc Tân - 2015-2016: Nguyễn Ngô Huy Phúc - 2016-2019: Nguyễn Minh Cảnh - 2020: Phạm Công Lộc - 2021-nay: Nguyễn Minh Cảnh                                                |

## Thành tích
- Giải vô địch bóng đá vô địch Việt Nam 1995:
- Giải hạng ba:

- Á quân (1): 2003
- Đồng hạng 1 (1): 2012

- Giải vô địch bóng đá U21 Việt Nam:

- Á quân (1): 2013